# Воронежский механический завод
Воронежский механический завод (ВМЗ) — машиностроительное предприятие России в городе Воронеж. 
Завод основан в 1928 году, под названием завода № 154 имени Сталина.
С 2019 года является частью АО «Конструкторское бюро химавтоматики» (КБХА). 

Производил[когда?] авиационные двигатели АИ-14 (М-14).
Основные направления деятельности:
- Производство жидкостных реактивных двигателей;
- Оборудование для нефтегазодобычи, буровое оборудование
- Нефтегазовая арматура.

C 2007 года ВМЗ был филиалом ГКНПЦ им. М. Хруничева. 
В январе 2017 года Роскосмосу пришлось отозвать, из-за грубого нарушения технологии на заводе (по ошибке при изготовлении двигателей был использован неправильный припой), 71 готовый двигатель; в итоге до июня 2017 года были остановлены пуски РН Протон-М. Это привело к годовому перерыву пусков РН Протон-М и значительным потерям на рынке пусковых услуг.
В 2017 году прошла установка системы видеофиксации испытаний двигателей для ракет-носителей «Протон-М».
1 ноября 2019 года, в рамках создания Воронежского центра ракетного двигателестроения, — ВМЗ и КБХА завершили процесс объединения трудовых коллективов и предприятий.

## Руководители
- Абрамов, Иван Ильич — директор завода № 154 имени Сталина (с 1961 г. Воронежский механический завод) в период 1957—1965 и 1969—1976 гг.
- Соловьёв, Вениамин Федорович (1976-1981)
- Костин, Георгий Васильевич (1981-1993)
- Часовских, Анатолий Ильич (1993-2005)
- Бондарь, Александр Викторович (2005-2010)
- Коптев, Иван Тихонович (2010-2017)
- Мочалин, Игорь Валерьевич (2017-2018)
- Ковалёв, Сергей Викторович (2018—2023)